# Albia Domnica
Albia Domnica († ca. 380) was de vrouw van de Romeinse keizer Flavius Julius Valens (364-375). Samen hadden ze drie kinderen, twee dochters Anastasia en Carosa, en een zoon Valentinianus Galates.

## Biografie
Domnica was een dochter van een praefectus praetorio Petronius, een man met veel macht en vermoedelijk uit dezelfde regio van Valens, Pannonia. Het huwelijk vond plaats rond 354. Domnica beleed het arianisme en overreedde haar man om zich te laten dopen. In 367 liet Valens zich dopen door de patriarch van Constantinopel Eudoxius van Antiochië tot het arianisme. Kort nadien werd hun zoon ziek en stierf, een straf van God werd er door de tegenstanders gezegd. 
Keizer Valens sneuvelde tijdens de Slag bij Adrianopel (378). Nadien rukten de Visigoten verder door naar Constantinopel, de hoofdstad. Volgens de historici Socrates Scholasticus en Sozomenus betaalde Dominica uit de keizerlijke schatkist het loon aan iedere vrijwilliger, die bereid was de stad te verdedigen.
Na de dood van haar man regeerde ze als de facto regentes en verdedigde ze Constantinopel tegen de aanvallende Goten totdat zijn opvolger, Theodosius I, in 379 arriveerde. De datum en omstandigheden van haar dood blijven onbekend.